# Sathing Phra (huyện)
Sathing Phra (tiếng Thái: สทิงพระ) là một huyện (amphoe) ở phía bắc của tỉnh Songkhla, miền nam Thái Lan.

## Địa lý
Các huyện giáp ranh (từ phía nam theo chiều kim đồng hồ) là: Singhanakhon của tỉnh Songkhla, Pak Phayun của tỉnh Phatthalung, Krasae Sin và Ranot của tỉnh Songkhla. Về phía đông là vịnh Thái Lan.
Phía tây của huyện nằm bên bờ Thale Luang, phía bắc thuộc hồ Songkhla.

## Lịch sử
Ban đầu tên là Chathing Phra, tên gọi đã được đổi tên thành Sathing Phra năm 1961.

## Hành chính
Huyện này được chia thành 11 phó huyện (tambon), các đơn vị này lại được chia ra thành 79 làng (muban). Sathing Phra là một thị trấn (thesaban tambon) nằm trên một phần của tambon Cha Thing Phra.
| STT. | Tên           | Tên Thái | Số làng | Dân số |  |
| ---- | ------------- | -------- | ------- | ------ |  |
| 1.   | Chathing Phra | จะทิ้งพระ  | 7       | 6.009  |  |
| 2.   | Kradang-nga   | กระดังงา  | 7       | 4.674  |  |
| 3.   | Sanam Chai    | สนามชัย   | 5       | 4.012  |  |
| 4.   | Di Luang      | ดีหลวง    | 8       | 3.608  |  |
| 5.   | Chumphon      | ชุมพล     | 7       | 5.664  |  |
| 6.   | Khlong Ri     | คลองรี    | 9       | 3.787  |  |
| 7.   | Khu Khut      | คูขุด      | 9       | 5.657  |  |
| 8.   | Tha Hin       | ท่าหิน     | 9       | 4.345  |  |
| 9.   | Wat Chan      | วัดจันทร์   | 6       | 3.778  |  |
| 10.  | Bo Daeng      | บ่อแดง    | 6       | 4.794  |  |
| 11.  | Bo Dan        | บ่อดาน    | 6       | 3.761  |  |